# Халл, Робин
Ро́бин Халл (англ. Robin Hull; 16 августа 1974, Турку, Финляндия) — финский профессиональный игрок в снукер. Некоторое время он был единственным игроком мэйн-тура, представляющим Фенноскандию, хотя его отец — англичанин. В сезоне 2008/09 Халл из-за серьёзной болезни уволился из мэйн-тура, возвратившись лишь в 2011.

## Карьера
Робин квалифицировался на чемпионат мира 2002, выбив из борьбы Стива Дэвиса. Кроме этого, он был четвертьфиналистом Welsh Open 2003 и Кубка Мальты 2006.
Робин Халл всегда отличался высокой серийностью. На его счету более 110 сенчури-брейков, и он входит в элитный «список сенчуристов». Он же является одним из немногих, кому не удалось сделать максимальный брейк из-за промаха на последнем шаре.
В сезоне 2003/04 Робин заболел опасной вирусной инфекцией, и этот недуг преследовал финна вплоть до его временного ухода из профессионального снукера в 2008 году.

## Достижения в карьере
- Кубок Мальты четвертьфинал — 2006
- Welsh Open четвертьфинал — 2003
- Чемпионат мира 1/16 финала — 2002